# مگس‌گیر وارد
مگس‌گیر وارد (نام علمی: Pseudobias wardi) نام یک گونه از تیره وانگا است.